# 锦州府

锦州府在盛京将军辖区的位置（1820年）

锦州府（穆麟德轉寫：junggin fu），清朝时设置的府。

## 历史沿革
康熙三年（1664年），于明广宁卫地，复设广寧府，下领广宁县、锦县、宁远州。属奉天府尹。康熙四年（1665年），改广宁府为锦州府，府治移至锦县（今辽宁省锦州市），仍属奉天府尹。乾隆十九年（1754年），官方文件已将奉天府尹辖区称为奉天省。《户部乾隆五十四年民数、谷数黄册》中的奉天省，注明为二府四州八县:19。
光绪三十三年（1907年），奉天省正式建省。光绪时，锦州府下领二州：义州、宁远州，二厅：锦西厅、盘山厅，三县：锦县、广宁县、绥中县。辖境约今辽宁省锦州、北镇、黑山、绥中、兴城、台安、葫芦岛、义县等市县地。
中华民国初年，全国废府。民国二年（1913年）二月，裁撤锦州府，保留锦县:172。

## 外部連結
[在维基数据编辑]
 《欽定古今圖書集成·方輿彙編·職方典·錦州府部》，出自陈梦雷《古今圖書集成》